# Caussade (Tarn-et-Garonne)
Caussade [kosad] ist eine französische Gemeinde mit 6.858 Einwohnern (Stand 1. Januar 2022) im Département Tarn-et-Garonne in der Region Okzitanien. Caussade liegt im Arrondissement Montauban und ist der Hauptort des Kantons Aveyron-Lère. Sie liegt am linken Ufer des Flusses Lère, in den hier der Zufluss Candé einmündet.
Die Stadt ist in Frankreich berühmt für ihre Hutproduktion. Die bekannteste Version ist der Canotier.

## Verkehr

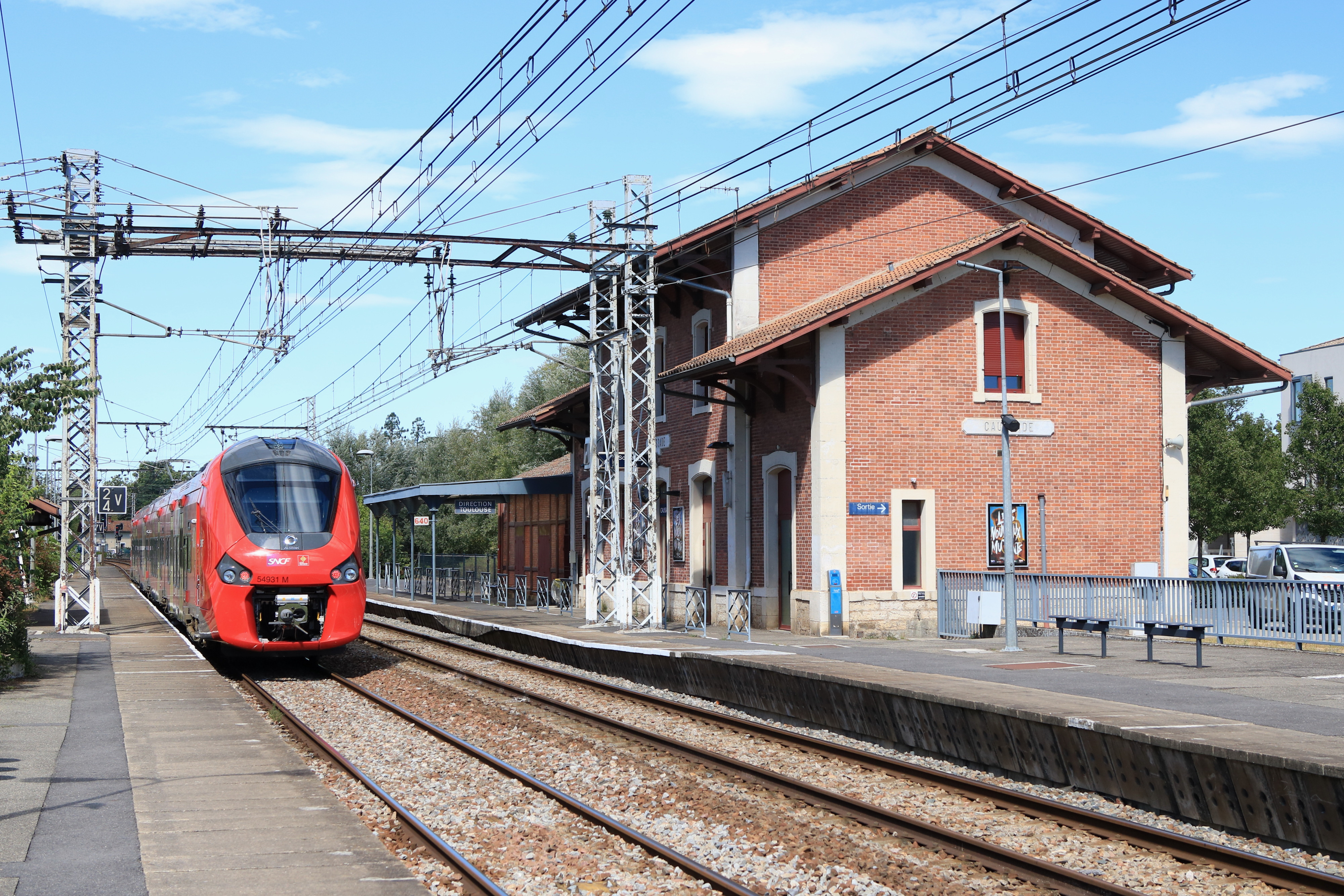
Bahnhof

Caussade hat einen Bahnhof an der Bahnstrecke Les Aubrais-Orléans–Montauban-Ville-Bourbon, der 1884 von der Compagnie du chemin de fer de Paris à Orléans (PO) eröffnet wurde. Er wird von Intercités der Relation Paris-Austerlitz–Toulouse-Matabiau und Regionalzügen des TER Occitanie bedient.
Durch die Gemeinde verläuft die Autobahn A 20 mit der Anschlussstelle Caussade. Der Ort liegt an der ehemaligen Nationalstraße N 20, die infolge des Autobahnbaus zur Departementsstraße D 820 abgestuft wurde. 

## Regelmäßige Veranstaltungen
- Fête du chapeau: Die 'fête du chapeau', das 'Fest des Hutes' wird alljährlich im Juli abgehalten, um die langjährige Tradition zu ehren.
- Großer Frischmarkt: jeden Montag vormittags findet einer der größten Frischemärkte der Region statt. Von Obst, Gemüse über Wurst und Spezialitäten aus der Region findet man alles was der Gourmet begehrt. In den Wintermonaten kann man sogar kontrollierte Trüffel aus der Region erwerben.

## Sehenswürdigkeiten
- Altstadt: sehenswert ist das alte Zentrum der Kleinstadt rund um die Kirche.

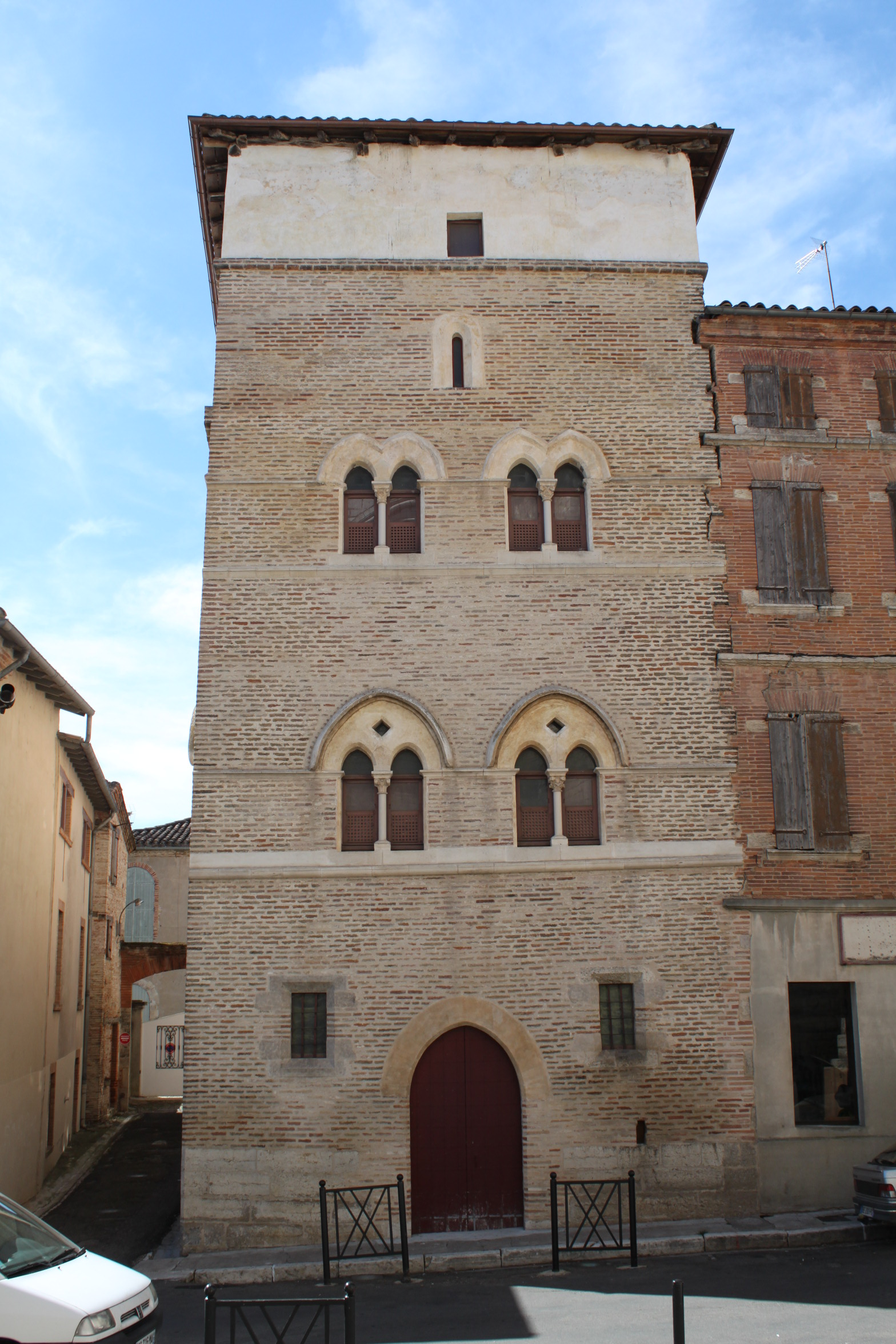
Tour d’Arles, auch Tour d’Arlet genannt
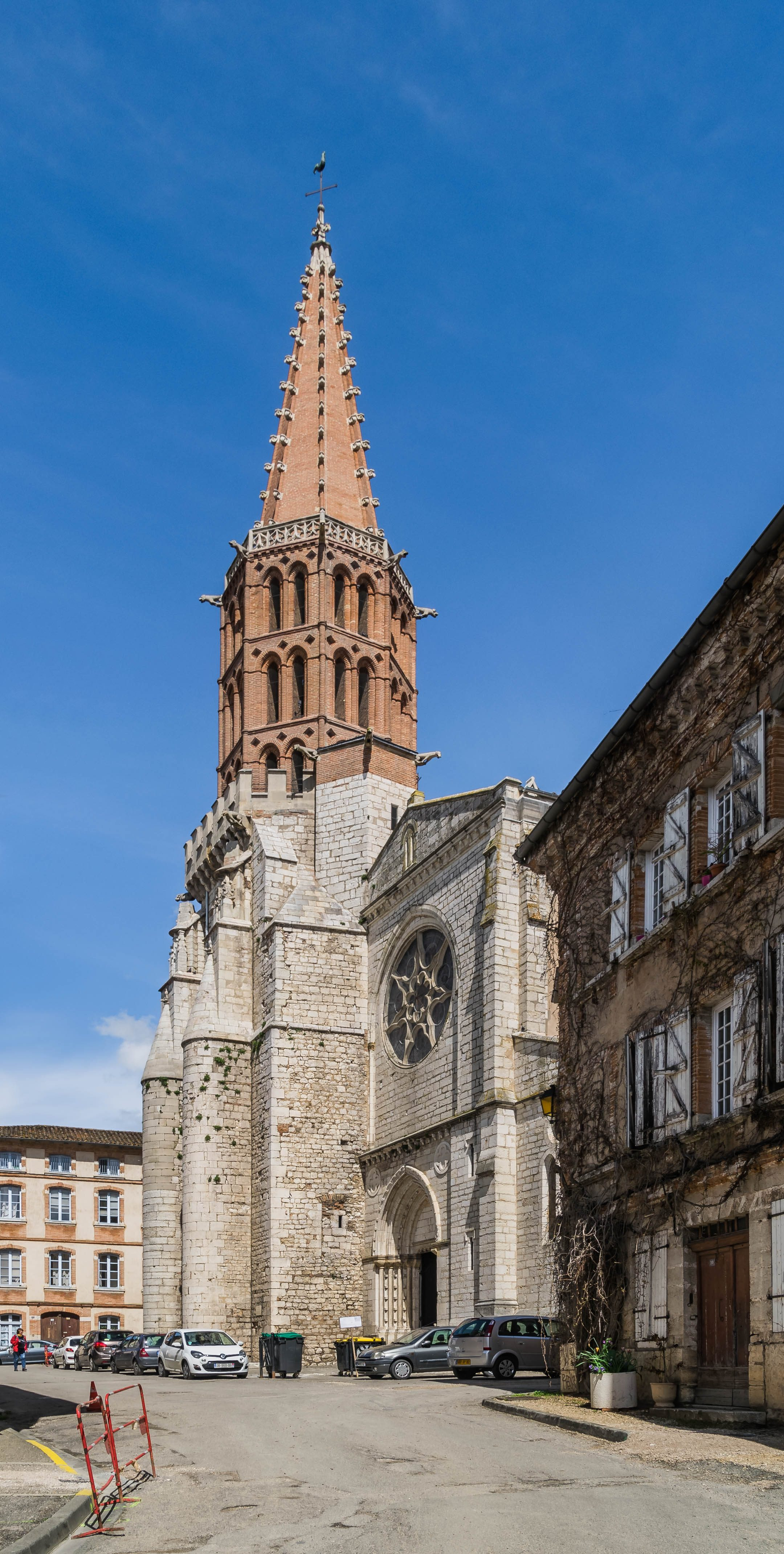
Kirche Notre-Dame-de-l’Assomption
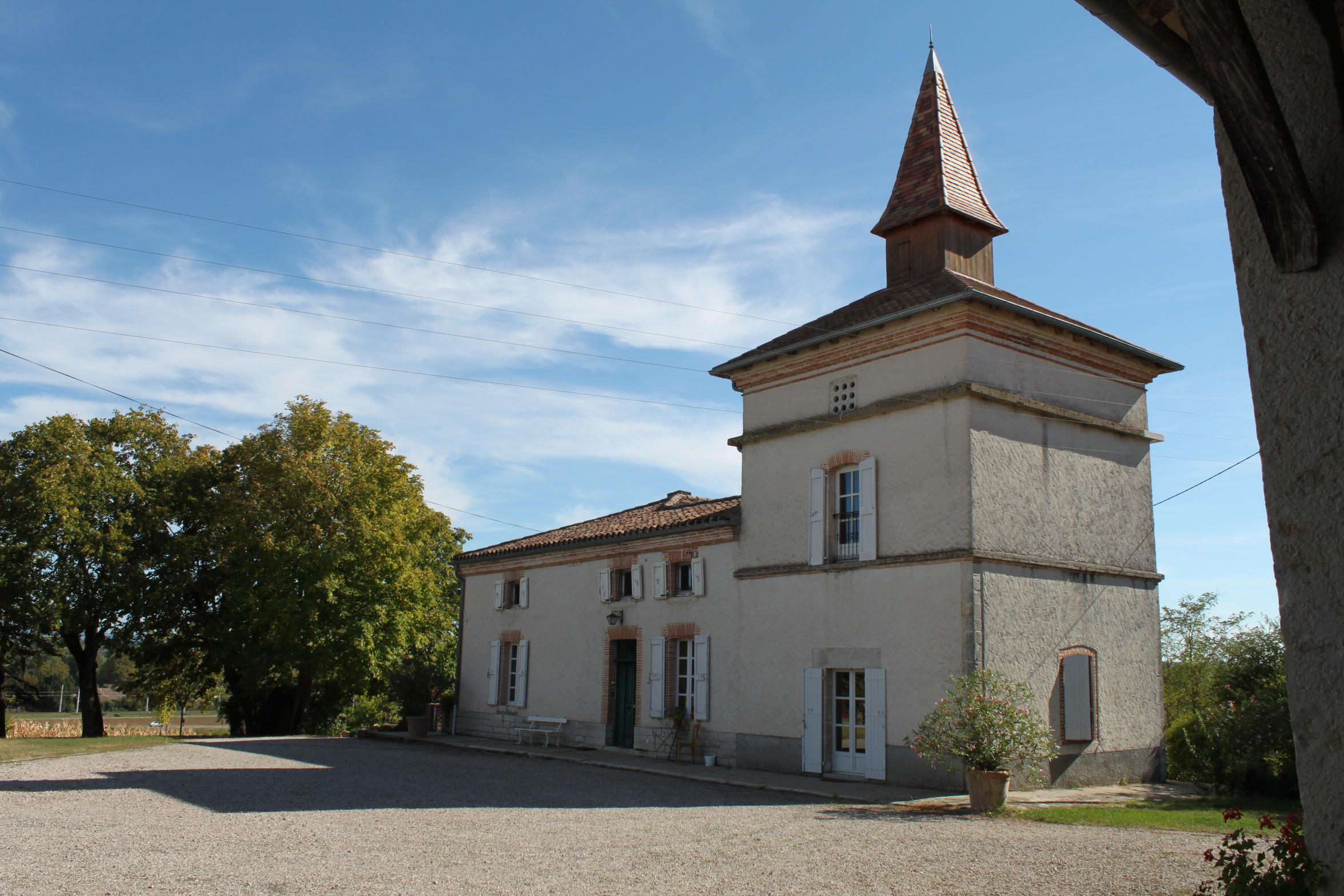
Ferme de la Bombardière